# Mir Jafar Baghirov
Mir Jafar Abbas oglu Baghirov (en azerí: Mircəfər Abbas oğlu Bağırov, en ruso: Мир Джафа́р Абба́с оглы Баги́ров) (Quba, Gobernación de Bakú, Imperio Ruso, 17 de septiembre de 1896 – Siberia, RSFS de Rusia, Unión Soviética, 7 de mayo de 1956) fue un político soviético, líder de la República Socialista Soviética de Azerbaiyán entre 1932 y 1953, bajo el liderazgo de Iósif Stalin en la Unión Soviética.

## Biografía

### Primeros años
Nacido en Quba, en la Gobernación de Bakú, en 1896, Baghirov estudió pedagogía en Petrovsk. Entre 1915 y 1917 trabajó como profesor de escuela en una aldea de Judat, en el distrito de Xaçmaz. Entre 1918 y 1921 participó en la Revolución de Octubre y en la Guerra Civil Rusa como Comandante de regimiento, comisario militar de una división azerí, asesor del cuerpo de ejército del Cáucaso del mando militar soviético, y como presidente del Tribunal Revolucionario de una división azerí. Tras la toma soviética de Azerbaiyán, Baghirov fue nombrado presidente del Comité Revolucionario de la región de Karabaj. También está documentado que trabajó para la policía de la República Democrática de Azerbaiyán. Entre 1927 y 1929 ejerció como director del Departamento de Distribución de Agua de la República Socialista Federativa Soviética de Transcaucasia. Entre febrero de 1921 y mayo de 1927, y nuevamente entre diciembre de 1929 y agosto de 1930, Baghirov fue el jefe de los servicios de seguridad estatal en Azerbaiyán.

### Primer secretario del Partido Comunista
En 1932, Baghirov fue nombrado comisario del Pueblo de la RSS de Azerbaiyán y entre 1933 y 1953 fue el primer secretario del Comité Central del Partido Comunista de la RSS de Azerbaiyán. En 1953, el Politburó del Comité Central lo nombró presidente del Consejo de Ministros de la RSS de Azerbaiyán. Tras la muerte de Stalin, Baghirov fue acusado de fomentar la represión, siendo detenido en 1954, juzgado y condenado a muerte por el Colegio Militar de la Corte Suprema de la URSS. En su discurso final ante el tribunal, de diecisiete minutos de duración, aprobó la condena y rechazó apelar a ningún perdón. Baghirov fue ejecutado en 1956. Según algunas fuentes, fue deportado a Siberia antes de ser fusilado. 
Baghirov es una figura controvertida de la Historia de Azerbaiyán. Hacia 1940 se estimaba en 70.000 azeríes fallecidos como resultado de las purgas llevadas a cabo bajo Baghirov. La intelligentsia fue diezmada, destrozada y eliminada como fuerza social y la vieja guardia comunista fue destruida. Sin embargo, Baghirov tuvo éxito al resistirse a las peticiones armenias a ceder Nagorno Karabaj por parte de la RSS de Azerbaiyán a la RSS de Armenia.
Fue acreditado por tratar a su hijo primogénito como a un ciudadano soviético más. Baghirov envió a su hijo, Vladímir (Jahangir) Baghirov, piloto militar, a la Fuerza Aérea Soviética, para combatir contra la Alemania nazi, donde cayó muerto en batalla en junio de 1943 tras chocar deliberadamente su avión contra un aeroplano alemán.

## Honores y condecoraciones
- Orden de la Bandera Roja (en dos ocasiones)
- Cinco Órdenes de Lenin
- Orden de la Bandera Roja del Trabajo (en dos ocasiones)
- Orden de la Bandera Roja de la RSS de Azerbaiyán
- Orden de la Guerra Patria